# Lov Grover
Lov Kumar Grover (nascido em 1961) é um cientista informático indiano. Ele é o originador do algoritmo de busca de banco de dados Grover usado na computação quântica
. Ele é o inventor do que foi provado ser o mais rápido possível algoritmo de busca que pode ser executado em um computador quântico.
Ele recebeu seu diploma de bacharel do Instituto Indiano de Tecnologia, Delhi em 1981 e seu doutorado em engenharia elétrica pela Universidade de Stanford. Ele então foi para Bell Laboratories, onde trabalhou de 1987 a 1995.